# 欧文·托马斯·琼斯
欧文·托马斯·琼斯（英語：Owen Thomas Jones，1878年4月16日—1967年5月5日），英国威尔士地质学家。

## 生平
1878年生于威尔士南锡尔迪金。1900年毕业于阿伯里斯特威斯大學，1902年毕业于剑桥大学三一学院。1903年进入英国地质调查局工作，1910年进入阿伯里斯特威斯大學任教。1913年开始担任曼彻斯特大学地质学教授。1930年开始担任剑桥大学教授。曾任伦敦地质学会主席。1926年当选皇家学会院士。1956年获得皇家学会颁发的皇家獎章。